# Eskilstorps distrikt
Eskilstorps distrikt är ett distrikt i Vellinge kommun och Skåne län. 
Distriktet ligger norr om Vellinge. 

## Tidigare administrativ tillhörighet
Distriktet inrättades 2016 och utgörs av socknen Eskilstorp i Vellinge kommun
Området motsvarar den omfattning Eskilstorps församling hade 1999/2000.